# Communauté de communes du Chavangeois
La communauté de communes du Chavangeois est une ancienne communauté de communes française, située dans le département de l'Aube et la région Champagne-Ardenne. 
Elle a fusionné avec la communauté de communes du Briennois pour devenir la communauté de communes des Lacs de Champagne le 1er janvier 2014. 

## Historique
- 1er janvier 2007 : Transformation du SIVOM en CC
- 1er janvier 2014 : Fusion avec la Communauté de Communes du Briennois pour devenir la Communauté de Communes des Lacs de Champagne

## Composition
Elle était composée des communes suivantes :
1. Arrembécourt
2. Aulnay
3. Bailly-le-Franc
4. Balignicourt
5. Braux
6. Chavanges
7. Donnement
8. Jasseines
9. Joncreuil
10. Lentilles
11. Montmorency-Beaufort
12. Pars-lès-Chavanges
13. Saint-Léger-sous-Margerie
14. Villeret

## Compétences
- Collecte et traitement des déchets des ménages et déchets assimilés
- Création, aménagement, entretien et gestion de zone d'activités industrielle, commerciale, tertiaire, artisanale ou touristique
- Action de développement économique (Soutien des activités industrielles, commerciales ou de l'emploi, soutien des activités agricoles et forestières...)
- Création et réalisation de zone d'aménagement concerté (ZAC)
- Constitution de réserves foncières
- Politique du logement social
- Opération programmée d'amélioration de l'habitat (OPAH)
- Gestion de personnel (policiers-municipaux et garde-champêtre...)

## Sources
- Le splaf - (Site sur la Population et les Limites Administratives de la France)
- La base aspic de l'Aube - (Accès des Services Publics aux Informations sur les Collectivités)
- La population au 1er janvier 2008 des territoires de Champagne-Ardenne